# Gastón Perkins
Gastón Carlos Perkins (Juan Bautista Alberdi, 15 de abril de 1928-ibídem 19 de abril de 2006) fue un piloto argentino de automovilismo.

## Biografía
Hijo de Carlos Perkins y Carmen Peers.
Incursionó en el mundo del automovilismo en 1952, a la edad de 23 años, compitiendo con un coupé Chevrolet. A partir de 1962, su trayectoria en las pistas se vio marcada por su asociación con la marca Renault Gordini, con la cual logró victorias destacadas en el Gran Premio Internacional durante las temporadas 1963, 1964 y 1965.
En 1967, Gastón Perkins volvió al Turismo Carretera (TC), durante una etapa de transformación marcada por la irrupción del Torino. Su debut con este vehículo emblemático tuvo lugar el 4 de abril en Villa Carlos Paz, obteniendo un notable segundo lugar. La primera victoria en la categoría llegó el 5 de mayo de 1968 en los 500 km de Buenos Aires, en el autódromo porteño, conduciendo la Liebre I 1/2 y compartiendo el triunfo con Federico Urruty. Ese mismo año, Perkins consolidó su posición con victorias en las 4 Horas y las 250 Millas en Buenos Aires, destacándose como especialista en competiciones de larga duración. 
En 1969, alcanzó el pináculo de su carrera al conquistar el título de campeón del TC con una Liebre III. Para este logro, contó con un sólido equipo conformado por Eduardo Rodríguez Canedo, Federico Urruty y Oscar Mauricio Franco. Además participó en la Misión Argentina de las 84 Horas de Nürburgring, siendo uno de los nueve pilotos que condujeron uno de los Torino de fabricación nacional en colaboración con Rodríguez Canedo y Jorge Cupeiro.
Aunque Perkins destacó principalmente en el Turismo Carretera, también dejó su huella en la categoría de Sport Prototipos, logrando dos subcampeonatos con un Berta LR. Además de sus logros a nivel nacional, Perkins también incursionó en competiciones internacionales, como la Londres-México en 1968, donde compitió con un Peugeot 404. En 1985 fue campeón provincial de Rally con un Peugeot 504.
Falleció en Argentina el año 2006, a la edad de 78 años.